# Harold Cazneaux

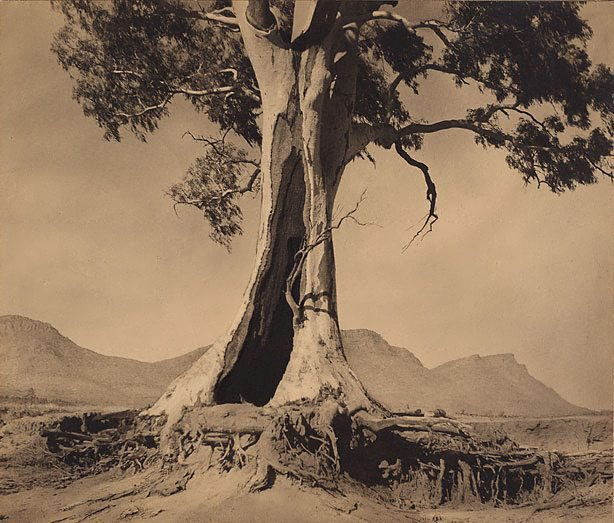
Spirit of endurance, 1937

Harold Pierce Cazneaux (häufig H. P. Cazneaux; geb. 30. März 1878 in Wellington, Neuseeland; gest. 19. Juni 1953 in Roseville, New South Wales, Australien) war ein australischer Fotograf, der mit seinem Stil die australische Fotogeschichte nachhaltig geprägt hat. Im Jahr 1916 war er Gründungsmitglied des Pictorialist Sydney Camera Circle. Als regelmäßiger Teilnehmer an nationalen und internationalen Ausstellungen war Cazneaux unbeugsam in seinem Wunsch, zur Diskussion über die Fotografie seiner Zeit beizutragen. Seine Karriere in der Zwischenkriegszeit machte ihn zum führenden Fotografen des Landes.

## Herkunft
Cazneauxs Eltern waren die australische Koloristin, Miniaturmalerin und Fotografin Emily Florence „Emma“ Cazneau, geborene Bentley (14. Mai 1855 – 24. März 1892) und der englische Fotograf Pierce Mott Cazneau (23. November 1849 – 20. April 1928; sechster Sohn des Liverpooler Malers Edward Lancelot Cazneau). Das Paar heiratete am 23. Dezember 1876 und wanderten 1886 nach Melbourne in Australien aus. Um 1890 zogen sie nach Adelaide, wo Pierce Mott Cazneau beim Fotostudio Hammer & Co. in der Rundle Street angestellt war. Das Paar bekam drei Kinder, nach Harold Pierce noch Gordon Cazneaux (ca. 1880 – 7. September 1941) und Carmen Cazneaux, verheiratete Hammer (3. März 1882 – 25. April 1966).
Emma starb 1892. Am 28. Dezember 1895 heiratete Pierce Christina Margaret Jane Harley (12. Oktober 1867 – 17. Februar 1938). Pierce zu diesem Zeitpunkt bereits Leiter des Fotostudios Hammer & Co. Sie bekamen vier weitere Kinder: Jack, Pip, Harley John Cazneaux (3. November 1896 – 31. März 1960) und Dorothy Harley „Dot“ Cazneaux verheiratete Minear (6. März 1903 – ). Die Familie lebte in der Ebor Avenue, Torrensville, später 355 Esplanade, Henley Beach. Im Jahr 1901 wohnte Pierce Mott Cazneau in Payneham, Südaustralien. Um 1902 änderte die Familie ihren Nachnamen in Cazneaux, möglicherweise in Anlehnung an Carmen Cazneaux, einer vielversprechenden Sängerin.

## Jugend und Ausbildung
Cazneaux besuchte staatliche Schulen in Adelaide, arbeitete für seinen Vater und besuchte Abendkurse an der Schule für Design, Malerei und technische Kunst (englisch School of Design, Painting and Technical Art). 

## Berufsleben
Im Jahr 1896 begann er als Retuscheur für Fotos im Fotostudio Hammer & Co. zu arbeiten, das sein Vater leitete.
1904 ging Cazneaux nach Sydney, wo er eine Stelle in einem der ältesten Fotostudios Sydneys annahm, Freeman & Co. Später wurde er zum Manager und Chef der Firma ernannt. Gleichzeitig verfeinerte er seine fotografischen Fähigkeiten, indem er die Architektur des alten Sydneys dokumentierte. 1907 stellte er bei der Fotografischen Gesellschaft von New South Wales (englisch Photographic Society of New South Wales) aus. Im Jahr 1909 veranstaltete er die erste Fotoausstellung in Australien, die nur von einem Mann bestritten wurde.
Cazneaux' Abzüge wurden in Einzelausstellungen in den Fenstern des Kodak Salons in Sydney sowie in internationalen Ausstellungen des Londoner Salons für Fotografie (englisch London Salon of Photography, 1911 bis 1952) ausgestellt und später in die jährlichen Salons der Königlichen Fotografischen Gesellschaft Großbritanniens (englisch Royal Photographic Society) aufgenommen. 1914 gewann er den Wettbewerb „Glücklichster Moment“ (englisch Happiest Moment) von Kodak, der gleichermaßen für Amateure und Profis ausgeschrieben war. Das Preisgeld von 100 Pfund floss in eine Anzahlung für sein zukünftiges Haus.
Er war 1916 einer der Gründer des Sydney Kamera-Kreises (englisch The Sydney Camera Circle), dessen piktorialistisches „Manifest“ am 28. November 1916 von einer Gruppe von sechs Fotografen verfasst und unterzeichnet wurde: Cecil Bostock, James Stening, William Stewart White, Malcolm McKinnon und James Paton, denen sich später Henri Mallard anschloss. Die Gruppe verpflichtete sich, „zu arbeiten und die Bildfotografie voranzubringen und unser eigenes Australien im Sonnenlicht zu zeigen und nicht im Grau und in düsteren Schatten“.
1917 oder 1918 verließ er Freeman & Co., um freiberuflich zu arbeiten und mehr kreative Freiheit zu genießen.
1921 wurde er zum Mitglied des Londoner Salons gewählt und 1937 war er der erste Australier, dem die Königliche Fotografische Gesellschaft die Ehrenmitgliedschaft verlieh. Neben seinem fotografischen Schaffen war Cazneaux auch ein produktiver Schriftsteller. Als Korrespondent für die Zeitschrift Photograms of the Year (Großbritannien) war er mehr als zwanzig Jahre lang das internationale Sprachrohr der australischen Fotografie. Von 1920 bis 1941 war er offizieller Fotograf für Sydney Ure Smiths Lifestyle-Magazin The Home und wurde mit der Erstellung von Bildern für eine Reihe von Ure Smiths Publikationen beauftragt, darunter Sydney Surfing (1929), The Bridge Book (1930), The Sydney Book (1931) und The Australian Native Bear Book (1932). Außerdem schrieb er für Ure Smiths renommierte Zeitschriften Art in Australia und Australia: National Journal. Seine Arbeit umfasste die ganze Bandbreite der realistischen Fotografie: Porträts, Straßenszenen und Landschaften, in späteren Jahren vor allem das Gebirge Flinderskette. Er war fasziniert vom alten und neuen Sydney, insbesondere von der Sydney Harbour Bridge und der Strandkultur. Er war ein Meister der Bromöltechnik, mit der er ablenkende Merkmale ausblendete. Seine Töchter fungierten als Assistentinnen und waren oft auf seinen Bildern zu sehen.

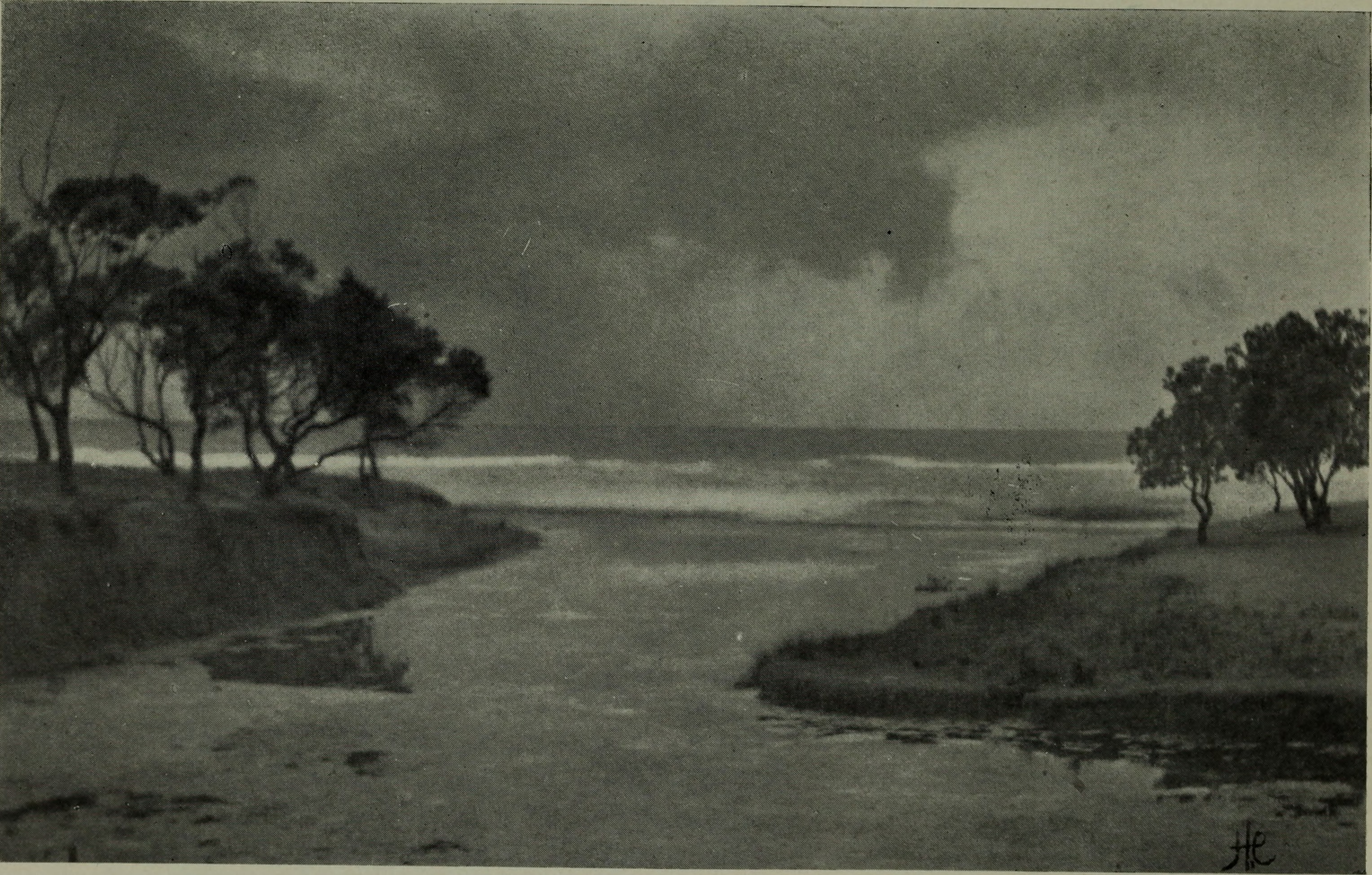
To the sea, 1911
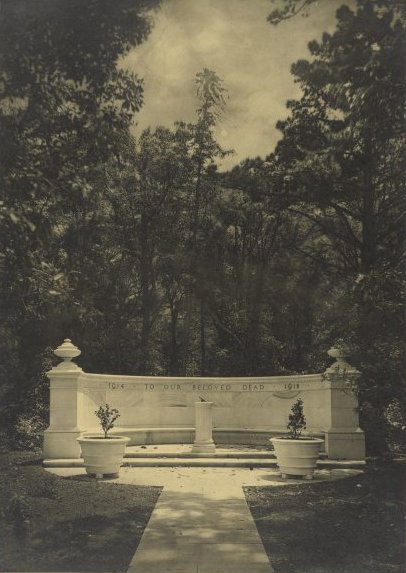
Das von William Hardy Wilson entworfene Kriegsdenkmal des Newington College, 1920
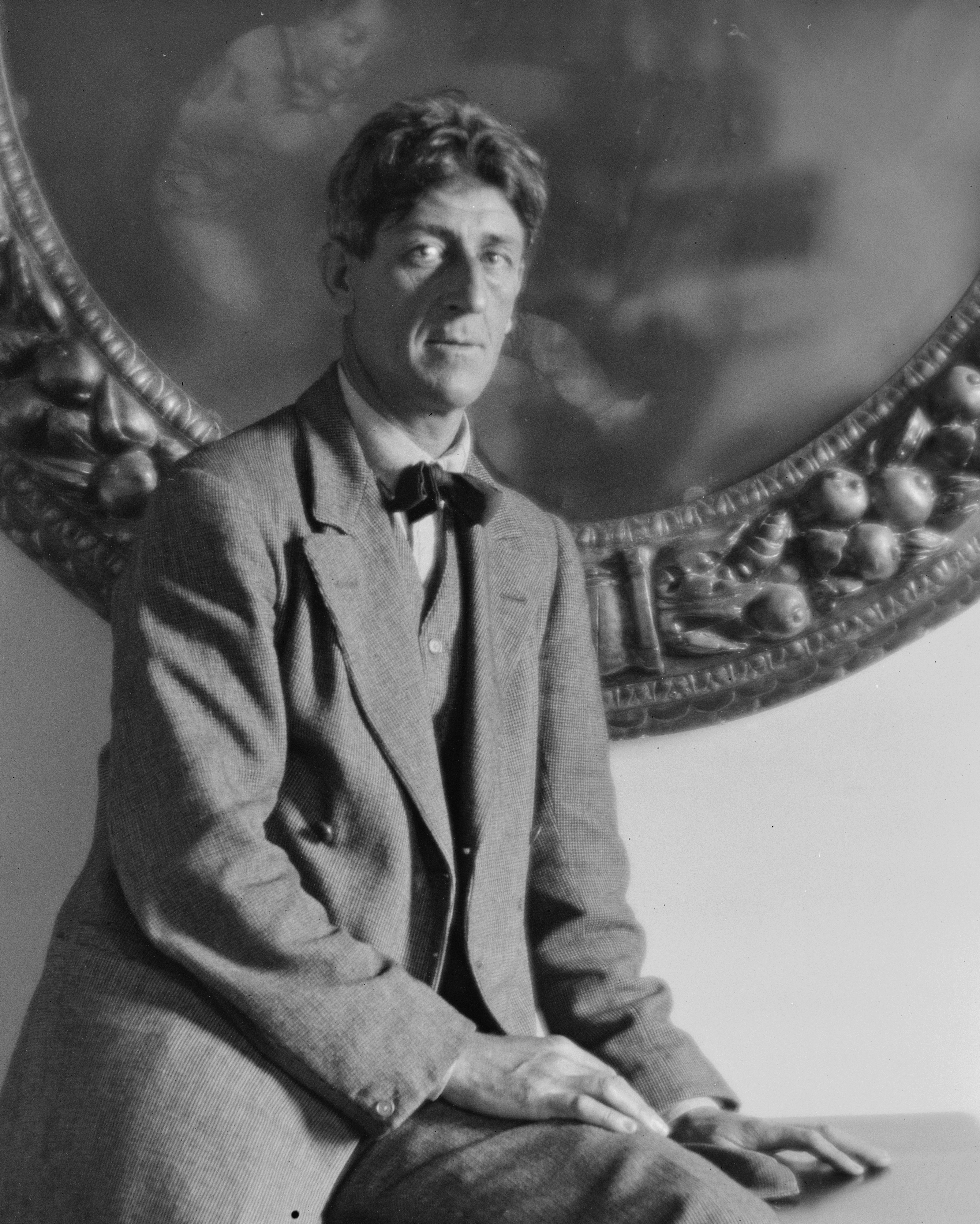
Porträt des Architekten, Künstlers und Autors William Hardy Wilson in seinem Zuhause, 1921
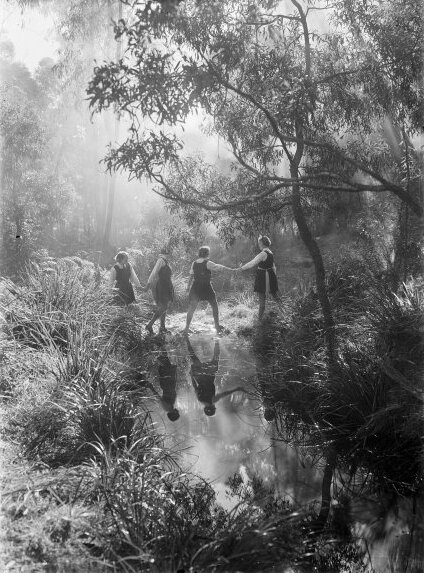
Schüler der Frensham School, 1934

Die Verwendung von Licht war ein entscheidendes Merkmal von Cazneaux' späterem Werk. 1916 gründete er mit anderen den Kamerazirkel in Sydney und begründete damit die sogenannte „Sonnenscheinschule“ (englisch Sunshine School) der Fotografie. Der Zirkel wurde aus mehreren wichtigen Gründen gegründet: Er machte sich die Besonderheiten des australischen Lichts und der australischen Landschaft zu eigen und wandte sich von der englisch inspirierten, düsteren Bildsprache ab, die zu dieser Zeit die fotografische Praxis dominierte.

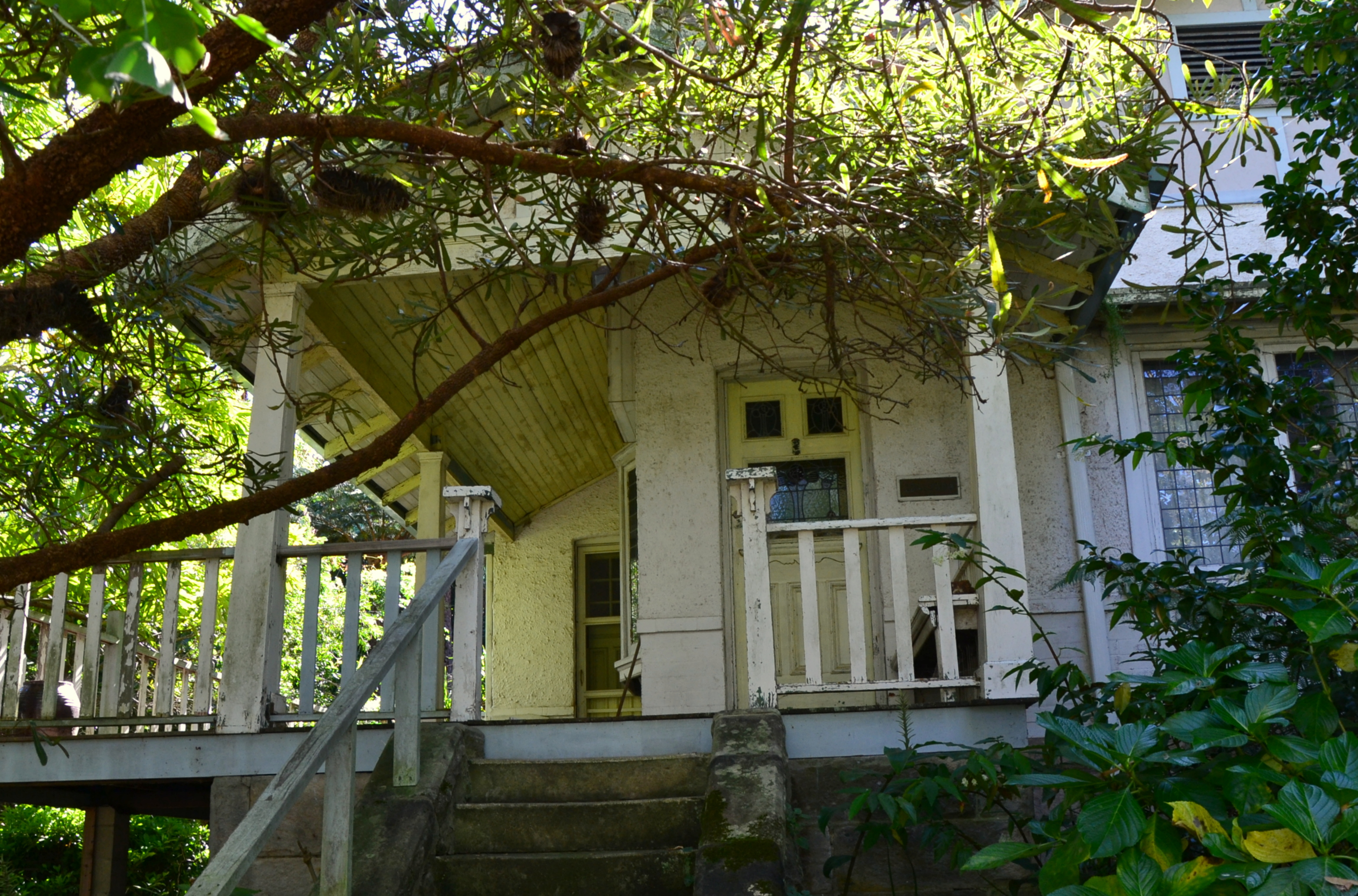
“Ambleside”, Cazneaux' Haus in Roseville, 2012

Cazneaux lebte die meiste Zeit seines Lebens in Roseville, an Sydneys North Shore. Dort richtete er ein Gartenatelier ein, das bis zu seinem Tod sein Hauptarbeitsplatz war. Das Haus im Stil der Federation Architecture namens „Ambleside“ befindet sich in der Dudley Avenue, war aber 2012 vernachlässigt.
Cazneaux starb im Alter von 75 Jahren im Schlaf.

## Der Cazneaux-Baum
Der Baum steht immer noch und ist unter dem Namen „Der Cazneaux-Baum“ (englisch The Cazneaux Tree) bekannt. Er ist ein bemerkenswertes Wahrzeichen im Flinders Ranges National Park und steht als Nummer 239 auf dem Register der bedeutenden Bäume des National Trust of South Australia.

## Familie
Cazneaux heiratete am 1. September 1905 Mabel Winifred Hodge, genannt Winnie (14. August 1882 – 9. November 1970). Sie wohnten in der Dudley Avenue, Roseville, New South Wales. Zu ihrer Familie gehörten:
- Rainbow Winifred Cazneaux (17. Mai 1908 – 26. Juli 2008), Fotografin[13]
- Jean Lilian Cazneaux, verheiratete Blundell (20. Dezember 1909 – 11. Januar 1980)
- May Beryl Cazneaux (29. März 1911 – 30. April 1996)
- Carmen Florence Cazneaux, verheiratete Field (4. April 1913 – 15. Oktober 2003)
- Joan Mabel Cazneaux, verheiratete Smith (30. Januar 1916 – 18. Juni 2004)
- Harold Ramsay Cazneaux (13. März 1920 – 14. September 1941 im Alter von 21 bei Tobruk)

## Anerkennungen
Cazneaux' Arbeit wurde jahrzehntelang von der Herausgeberin des Magazins The Home, Sydney Ure Smith, gefördert.
Dank der Großzügigkeit der Familie Cazneaux beherbergt die National Library of Australia das wichtigste Archiv mit Cazneaux-Abzügen und -Negativen. Die Art Gallery of New South Wales besitzt ebenfalls eine schöne Sammlung von Cazneaux' Werken und war 1975 das erste australische Museum, das eine große Ausstellung seiner Arbeiten zeigte.
Die Ausstellung Harold Cazneaux: artist in photography in der Art Gallery of New South Wales im Juni und Juli 2008 umfasste mehr als 100 seiner Bilder, die die Breite und Tiefe seines Werks wie Landschaft, Porträts, Hafen und Stadt beleuchteten.
Eine Ausstellung seiner Fotografien mit dem Titel " Das moderne Sydney: Glamour und Stil der 1920er und 30er Jahre" wurde von August bis Oktober 2006 im Museum of Sydney in Sydney gezeigt. Sie wurde größtenteils aus Bildern zusammengestellt, die er für das australische Magazin "Home" gemacht hatte, aber sie enthielt auch neue Abzüge von bisher unveröffentlichten Negativen. Die Themen reichten von "allem, was damals in Mode und neu war", über Architektur, Kunst und Inneneinrichtung bis hin zu vielen Porträts von Australiern, die damals in diesen Bereichen tätig waren.

## Veröffentlichungen
- Harold Cazneaux, Leslie Holdsworth Allen: Canberra : Australia's federal capital. Hrsg.: National Library of Australia. Art in Australia Limited, 1928 (englisch, gov.au).
- Harold Cazneaux, Jean Curlewis: Sydney Harbour. Art in Australia, 1928 (englisch, gov.au).
- Jean Curlewis, Harold Cazneaux: Sydney surfing. Art in Australia Limited, 1929 (englisch, gov.au).
- Harold Cazneaux: The bridge book. City of Sydney Archives, 1930 (englisch, gov.au).
- Harold Cazneaux, Theo Purcell, Milton Kent: The Sydney book / photographs by H. Cazneaux, T. Purcell and Milton Kent. City of Sydney Archives, 1931 (englisch, gov.au).
- Harold Cazneaux: The Australian native bear book : photographs. 3. Auflage. Sydney Ure Smith, 1930 (englisch, gov.au).
- Harold Cazneaux, Betty Arnott: The Frensham book : 100 pictures by Cazneaux of an Australian school. Art in Australia, 1934 (englisch, gov.au).